# Rossura

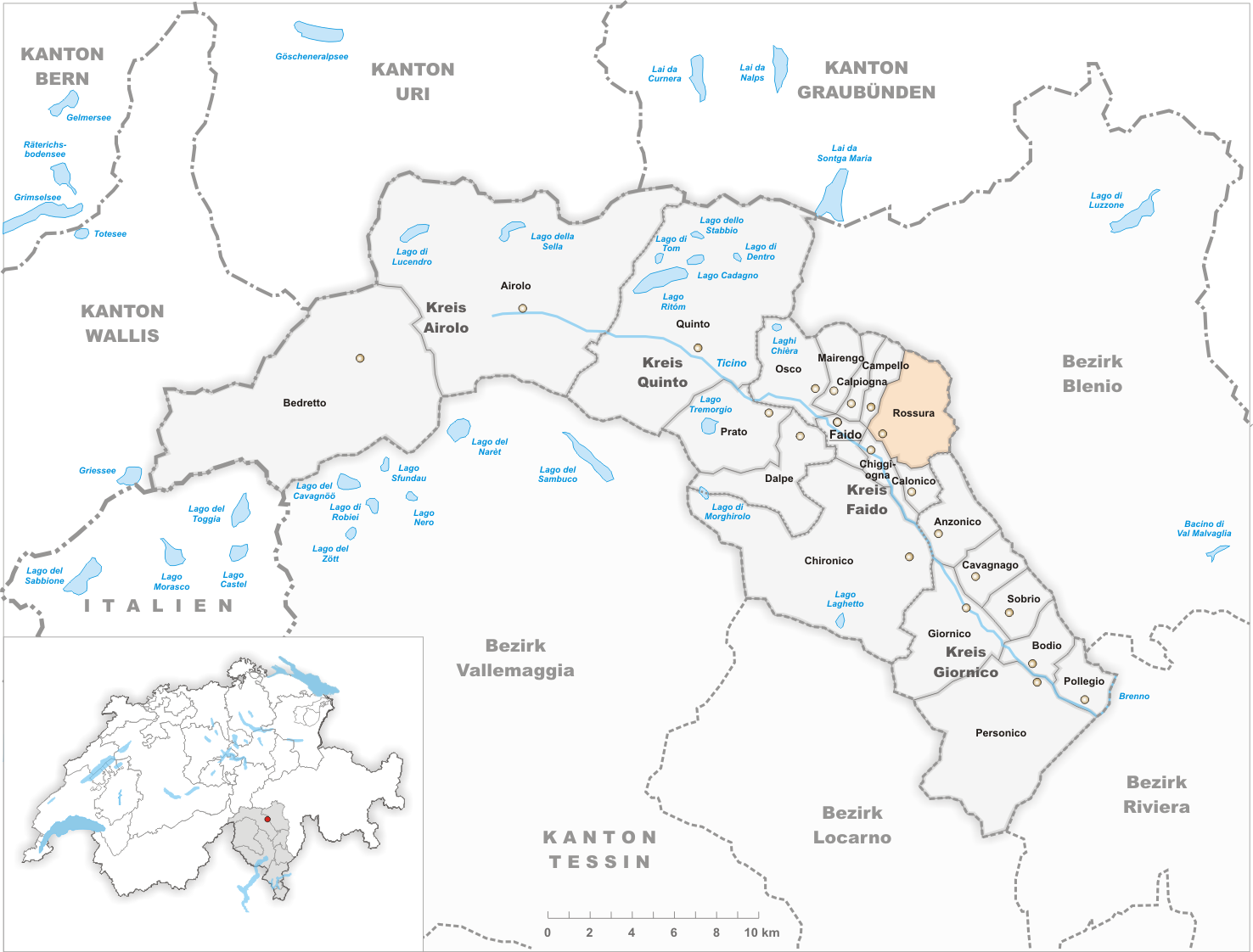
Gemeindestand vor der Fusion am 28. Januar 2006

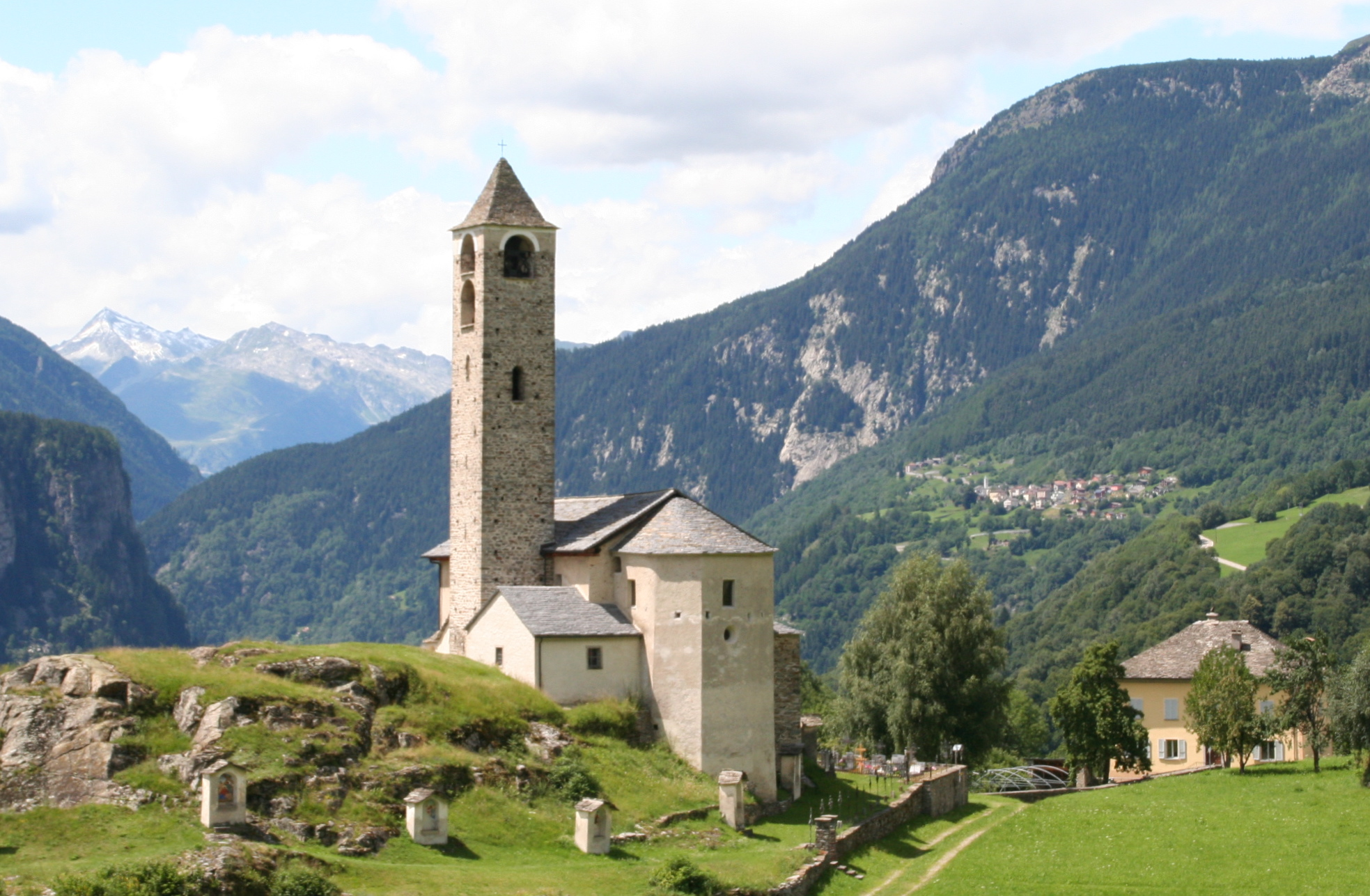
Pfarrkirche Santi Lorenzo e Agata

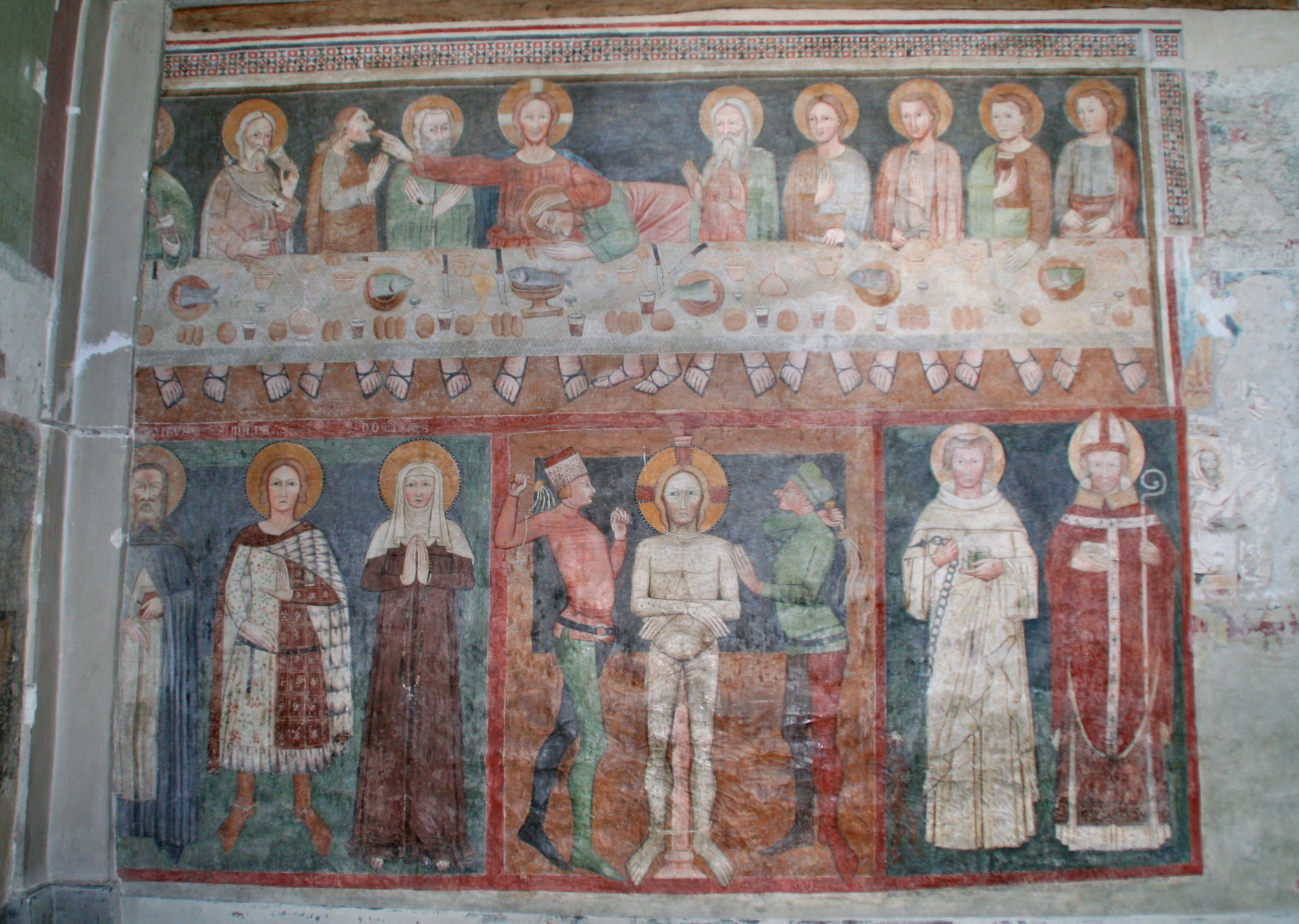
Fresko im Innenraum

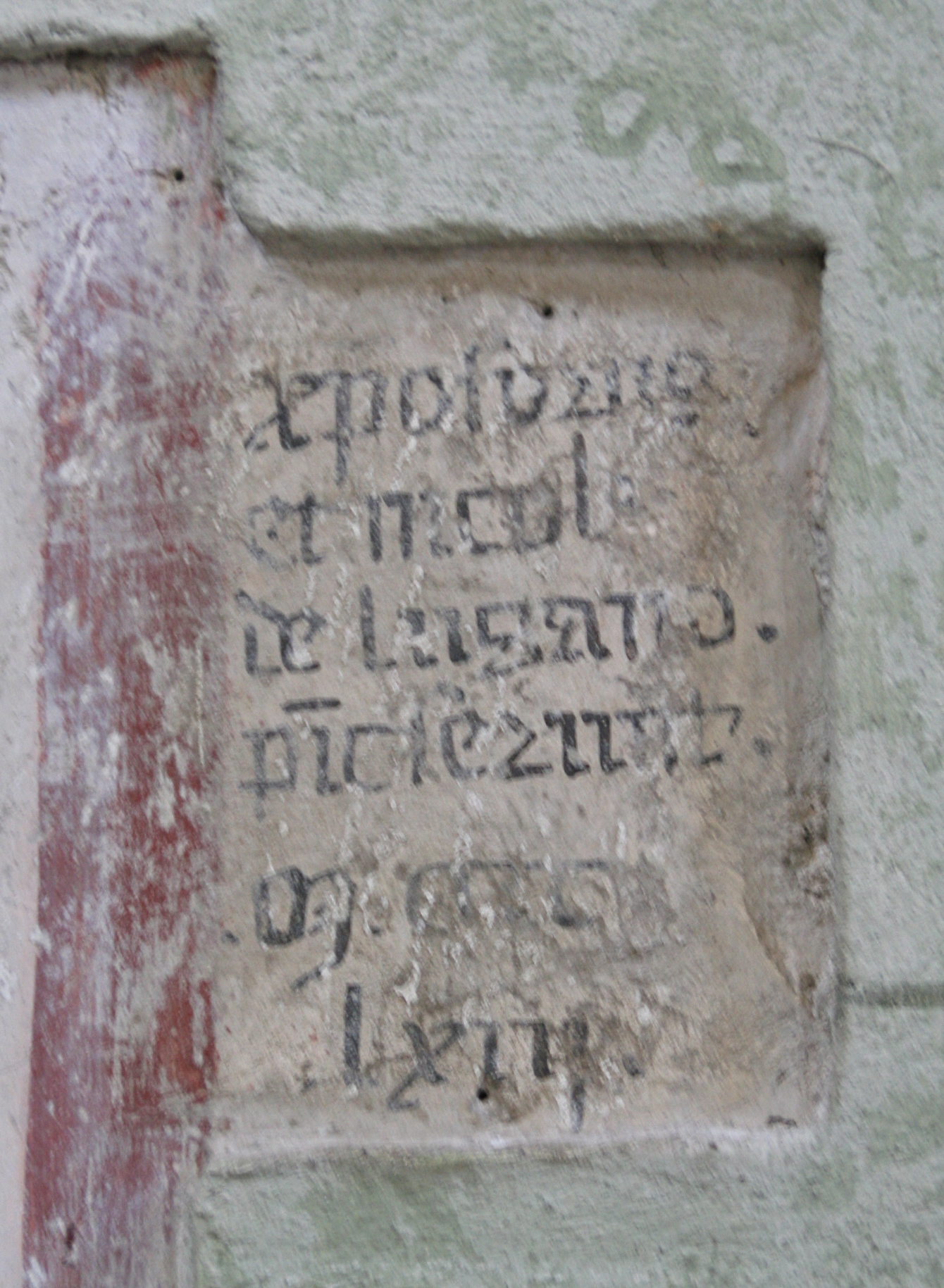
Inschrift der Maler Cristoforo und Nicolao de Seregno, die in Lugano wohnten (1463)

Rossura (dt. veraltet: Rossur) war eine politische Gemeinde im Kreis Faido, im Bezirk Leventina des Kantons Tessin in der Schweiz. Seit dem 29. Januar 2006 gehört sie zur politischen Gemeinde Faido.

## Geographie
Rossura liegt auf einer Terrasse am linken Hang der Valle Leventina auf 1056 m ü. M. Etwas ausserhalb des Dorfes steht auf einem Hügel die Pfarrkirche Santi Lorenzo e Agata, die zusammen mit den landestypischen Holzhäusern des Dorfkerns ein malerisches Bild ergibt.
Zur früheren Gemeinde Rossura gehörten auch die Dörfer Molare (erstmals erwähnt im 13. Jahrhundert), Figgione und Tengia, die auf der gleichen Terrasse wie Rossura liegen. Molare liegt auf einer höheren Terrasse auf 1500 Meter. Figgione, Rossura und Tengia liegen an der Strada Alta.

## Geschichte
Das Dorf wurde 1201 als Resora, Resura erstmals erwähnt. Ursprünglich gehörte Rossura zur vicinanìa Chiggiogna, ist aber schon 1398 eine degagna, so auch noch Ende des 18. Jahrhunderts; 1802 war Rossura eine der Gemeinden der Leventina, die mit dem Anschluss der Talschaft an Kanton Uri nicht einverstanden waren. Kirchlich gehörte das Dorf zur Pfarrei Chiggiogna, aber 1567 war seine Kirche schon eine cappella curata; einer der beiden Pfarrer von Chiggiogna wohnte in Rossura. Die endgültige Trennung fand 1837 statt.
In einer Volksabstimmung im März 2004 haben die Bürger von Rossura die Fusion ihrer Gemeinde mit Faido, Osco, Mairengo, Calpiogna, Campello, Cavagnago, Anzonico, Chiggiogna und Calonico angenommen.
Das Fusionsvorhaben für die neue Gemeinde, die als Folge der Ablehnung eines früheren Fusionsvorhabens durch einige der obgenannten Gemeinden nur die Gemeinden Faido, Chiggiogna, Calonico und Rossura einschliesst, wurde in einer Volksabstimmung am 5. Juni 2005 angenommen und erhielt am 29. Januar 2006 ihre neue Exekutive und Legislative. Die Gemeinde Rossura hatte zuletzt noch 62 Einwohner (Stand 31. Dezember 2005). Rossura bildet aber nach wie vor eine eigenständige Bürgergemeinde. Auch Molare bildet nach wie vor eine eigenständige Bürgergemeinde.

## Bevölkerung
Einwohnerzahlen: Volkszählungsdaten

## Sehenswürdigkeiten
Das Dorfbild ist im Inventar der schützenswerten Ortsbilder der Schweiz (ISOS) als schützenswertes Ortsbild der Schweiz von nationaler Bedeutung eingestuft.
- Pfarrkirche Santi Lorenzo e Agata[8][9] mit Fresken von Cristoforo und Nicolao da Seregno (1463).

## Persönlichkeiten
- Pietro Antonio De Maria (* 28. Februar 1693 in Molare (heute Gemeinde Faido); † 26. April 1766 in Rho), Priester, Mitglied der Bruderschaft der Oblaten-Missionare in Rho[10]
- Lorenzo Orsi (* 7. August 1709 in Rossura (heute Gemeinde Faido); † 2. Juni 1755 in Faido), Generalkapitän der Valle Leventina 1755.[11]
- Pio Edo Cassina (* 16. Mai 1915 in Curio TI; † 1995 in Rossura), Kunstmaler, Zeichner, Dozent, Restaurator, Entdecker der Fresken in der Kirche Santi Lorenzo e Agata in Rossura[12]